# Blaža Klemenčič
Blaža Klemenčič, slovenska gorska kolesarka in poklicna vojakinja športne čete Slovenske vojske, * 11. marec 1980, Kranj.
Blaža Klemenčič trenutno tekmuje za Van der Heide Mountainbike team, njen trener pa je Robert Pintarič. 
S treniranjem gorskega kolesarstva je začela pri sedemnajstih letih, vendar se je tudi prej aktivno ukvarjala s športom. Sprva je trenirala smučanje, od leta 1990 pa športno plezanje, v katerem je dosegala izvrstne rezultate in je bila tudi reprezentantka Slovenije. 
Za Slovenijo je nastopila na Poletnih olimpijskih igrah 2008 v Pekingu, kjer je nastopila na krosu in osvojila 21. mesto. Na Poletnih olimpijskih igrah 2012 v Londonu je bila 23.
Maja 2016 je bila kaznovana zaradi dopinga, po ponovnem pregledu vzorca iz leta 2012 je bila pozitivna na EPO in prejela dvoletno prepoved tekmovanja.